# Vesela (Pleternica)
Vesela je naselje u Republici Hrvatskoj u Požeško-slavonskoj županiji, u sastavu grada Pleternice.

## Zemljopis
Vesela je smješta oko zapadno od Pleternice na cesti prema Požegi,  susjedna naselja su Blacko na zapadu te Gradac na istoku .

## Stanovništvo
Prema popisu stanovništva iz 2011. godine Vesela je imala 159 stanovnika.
| broj stanovnika |       |       |       |       |       |       |       |       |       |       |       | 94    | 108   | 156   | 189   | 159   | 110   |
|                 | 1857. | 1869. | 1880. | 1890. | 1900. | 1910. | 1921. | 1931. | 1948. | 1953. | 1961. | 1971. | 1981. | 1991. | 2001. | 2011. | 2021. |